# NGC 143
NGC 143 é uma galáxia espiral barrada (SBb) localizada na direcção da constelação de Cetus. Possui uma declinação de -22° 33' 36" e uma ascensão recta de 0 horas, 31 minutos e 15,5 segundos.
A galáxia NGC 143 foi descoberta em 1886 por Frank Müller.